# Dagmar von Mutius

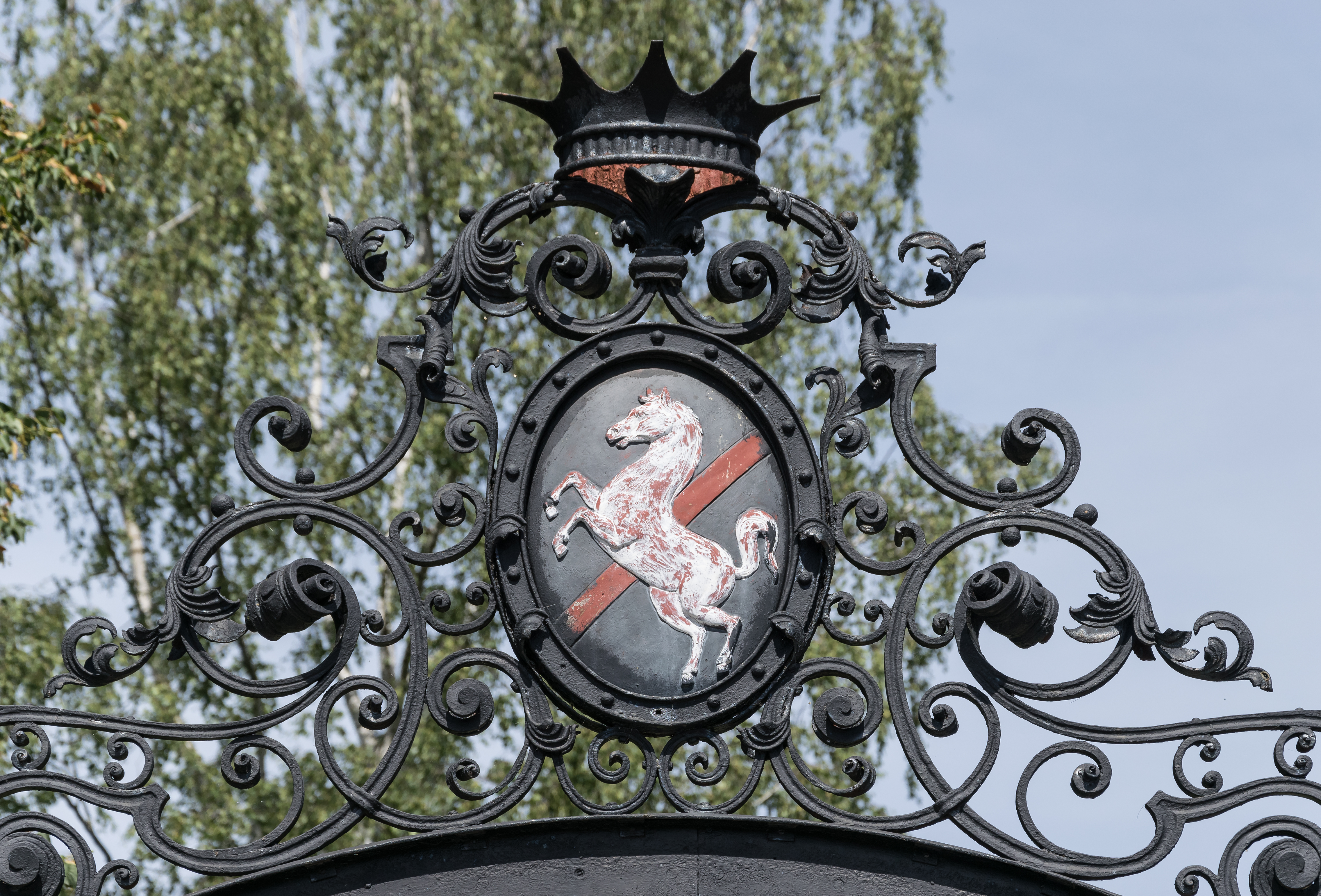
Herb rodu Mutiusowie (ród szlachecki)l w pałacu w Jeleniowie

Dagmar von Mutius (ur. 17 października 1919 w Oslo, zm. 5 listopada 2008 w Heidelbergu) – niemiecka pisarka, ostatnia właścicielka Jeleniowa w latach 1934–1945.

## Życiorys
Urodziła się w 1919 roku w Oslo jako córka Gerharda von Mutiusa i jego żony Marii, podczas pełnienia przez ojca funkcji ambasadora Niemiec w Norwegii. Swoje dzieciństwo i młodość spędziła za granicą kolejno w Oslo, Kopenhadze, Bukareszcie, Berlinie, a następnie w Jeleniowie, w hrabstwie kłodzkim, który stanowił jej siedzibę rodową. Majątek ten przejęła w 1934 roku po śmierci ojca i mieszkała w nim do 1946 roku, kiedy po zakończeniu II wojny światowej i zmianie granicy polsko-niemieckiej, musiała go opuścić i przenieść się do zachodnich Niemiec.
Problem mieszkania na obczyźnie i smutek spowodowany utratą własnej małej ojczyzny stanowiły główne aspekty jej twórczości, przy czym niepozbawione były one refleksji na temat przyczyn jej utraty. Jednocześnie widoczne jest także w jej pracach pragnienie pojednania i wybaczenia win. Za autobiograficzny utwór Wetterleuchten (Piorun), opisujący losy ludności niemieckiej pozostałej zaraz po zakończeniu wojny na Śląsku otrzymała w 1963 Nagrodę Literacką Eichendorffa.
Zmarła w 2008 roku w Heidelbergu i tam została pochowana.

## Nagrody i odznaczenia
- 1963: Nagroda Literacka Eichendorffa
- 1965: Nagroda im. Andreasa Gryphiusa
- 1967: Nagroda im. Hermanna Sudermanna
- 1973: Specjalna nagroda Wschodnioniemieckiej Rady Kultury
- 1987: Order Zasługi Republiki Federalnej Niemiec
- 1988: Nagroda na rzecz kultury śląskiej landu Dolna Saksonia
- 1990 Medal zasługi Pro arte Medaille

## Wybrane prace
- Wetterleuchten. Chronik einer schlesischen Provinz 1945/46, Getynga 1961.
- Schriftzeichen. Beiträge des Wangener Kreises zur Idee des Friedens, Heidenheim 1975.
- Einladung in ein altes Haus, Heidenheim/Brenz 1980.
- Draußen der Nachtwind. Aus der Mappe der Jahre, Würzburg 1985 (wyd. 2, 2000), wyd. polskie Za oknem nocny wiatr. Z teki minionych lat, Oficyna Wydawnicza „Atut”, Wrocław 2008.
- Lektionen der Stille, Würzburg 1989.